# Persone di cognome White
| Questa pagina contiene informazioni ricavate automaticamente dalle voci biografiche con l'ausilio del template Bio e di un bot. L'aggiornamento è periodico e automatico e ricostruisce completamente la pagina. Se manca una persona in questa lista, sei pregato di non aggiungerla, ma accertati piuttosto che la sua voce biografica contenga il template Bio e che i dati anagrafici siano correttamente compilati. Se il template Bio manca, inseriscilo tu stesso o, in alternativa, metti l'avviso {{tmp\|Bio}} che ne segnala la mancanza. Se i dati riportati sono sbagliati, correggi direttamente la voce biografica; le modifiche saranno visibili in questa lista entro pochi giorni. Per chiarimenti vedi il progetto antroponimi. La lista contiene solo le 281 persone che sono citate nell'enciclopedia e per le quali è stato implementato correttamente il template Bio. Pagina aggiornata al 7 ago 2025. |

Questa è una lista di persone presenti nell'enciclopedia che hanno il cognome White, suddivise per attività principale.

## Allenatori di calcio(3)
- David White, allenatore di calcio e calciatore scozzese (Motherwell, n. 1933 - Wishaw, † 2013)
- Gary White, allenatore di calcio, dirigente sportivo e ex calciatore inglese (Southampton, n. 1974)
- Steve White, allenatore di calcio e ex calciatore inglese (Chipping Sodbury, n. 1959)

## Antropologi(2)
- Leslie White, antropologo statunitense (Salida, n. 1900 - Lone Pine, † 1975)
- Randall White, antropologo canadese (Fairview, n. 1952 - Les Farges, † 2022)

## Architetti(1)
- Stanford White, architetto statunitense (New York, n. 1853 - New York, † 1906)

## Arcieri(1)
- Rod White, arciere statunitense (Sharon, n. 1977)

## Arcivescovi cattolici(1)
- Thomas Anthony White, arcivescovo cattolico irlandese (Durrow, n. 1931 - Gowran, † 2017)

## Artisti(1)
- John White, artista britannico (Londra - Contea di Cork)

## Astronomi(1)
- Minor White, astronomo statunitense

## Attori(22)
- John White, attore e produttore cinematografico canadese (Toronto, n. 1981)
- Bernard White, attore statunitense (Colombo, n. 1959)
- Brian J. White, attore statunitense (Boston, n. 1975)
- Dan White, attore statunitense (Falmouth, n. 1908 - Tampa, † 1980)
- David White, attore statunitense (Denver, n. 1916 - Los Angeles, † 1990)
- David A.R. White, attore, sceneggiatore e produttore cinematografico statunitense (Dodge City, n. 1970)
- Ed White, attore statunitense (Bel Air, n. 1947 - Tijuana, † 2004)
- Glen White, attore statunitense (n. 1880)
- Jackson White, attore statunitense (n. 1996)
- Jake White, attore e produttore cinematografico statunitense (Phoenix)
- Jaleel White, attore statunitense (Culver City, n. 1976)
- Jefferson White, attore statunitense (n. 1989)
- Jeremy Allen White, attore statunitense (New York, n. 1991)
- Kenai White, attore, musicista e modello spagnolo (Salamanca, n. 2001)
- Leo White, attore britannico (Grudziądz, n. 1882 - Glendale, † 1948)
- Michael Jai White, attore e artista marziale statunitense (Bridgeport, n. 1967)
- Mike White, attore, sceneggiatore e regista statunitense (Pasadena, n. 1970)
- Paul White, attore statunitense (Hopkinsville, n. 1925 - Hopkinsville, † 1978)
- Richard White, attore, tenore e doppiatore statunitense (Oak Ridge, n. 1953)
- Trevor White, attore e doppiatore canadese
- Tye White, attore statunitense (Detroit)
- Will J. White, attore statunitense (Schuylkill, n. 1925 - Grants Pass, † 1992)

## Attrici(14)
- Alice White, attrice statunitense (Paterson, n. 1904 - Los Angeles, † 1983)
- Cathy White, attrice statunitense
- Chrissie White, attrice britannica (Londra, n. 1895 - Hollywood, † 1989)
- Diamond White, attrice, cantante e doppiatrice statunitense (Detroit, n. 1999)
- Jacqueline White, attrice statunitense (Beverly Hills, n. 1922)
- Jane White, attrice statunitense (New York, n. 1922 - New York, † 2011)
- Julie White, attrice statunitense (San Diego, n. 1961)
- Karen Malina White, attrice statunitense (Filadelfia, n. 1965)
- Lillias White, attrice e cantante statunitense (Brooklyn, n. 1951)
- Liz White, attrice britannica (Rotherham, n. 1979)
- Pearl White, attrice e cantante statunitense (Green Ridge, n. 1889 - Neuilly-sur-Seine, † 1938)
- Persia White, attrice e cantante statunitense (Miami, n. 1972)
- Sheila White, attrice inglese (Londra, n. 1948 - Kingston upon Thames, † 2018)
- Vanna White, attrice e personaggio televisivo statunitense (Conway, n. 1957)

## Attrici pornografiche(1)
- Angela White, attrice pornografica australiana (Sydney, n. 1985)

## Avvocate(1)
- Sue Shelton White, avvocato e attivista statunitense (Hendersonville, n. 1887 - Alexandria, † 1943)

## Avvocati(1)
- Bill White, avvocato e politico statunitense (San Antonio, n. 1954)

## Bassi-baritoni(1)
- Willard White, basso-baritono britannico (Kingston, n. 1946)

## Bassisti(2)
- Twiggy Ramirez, bassista e chitarrista statunitense (Coral Springs, n. 1971)
- Verdine White, bassista statunitense (Chicago, n. 1951)

## Batteriste(1)
- Meg White, batterista statunitense (Grosse Pointe Farms, n. 1974)

## Batteristi(4)
- Alan White, batterista britannico (Chester-le-Street, n. 1949 - Seattle, † 2022)
- Alan White, batterista inglese (Lewisham, n. 1972)
- Andy White, batterista britannico (Glasgow, n. 1930 - Caldwell, † 2015)
- Steve White, batterista britannico (Bermondsey, n. 1965)

## Calciatori(15)
- Aidan White, ex calciatore irlandese (Otley, n. 1991)
- Ben White, calciatore inglese (Poole, n. 1997)
- Billy White, calciatore inglese (Liverpool, n. 1936 - Ormskirk, † 2000)
- Brian White, calciatore statunitense (Flemington, n. 1996)
- David White, ex calciatore inglese (Urmston, n. 1967)
- Devon White, ex calciatore inglese (Nottingham, n. 1964)
- Ellary White, ex calciatore montserratiano (n. 1991)
- Ethan White, ex calciatore statunitense (Kensington, n. 1991)
- Jeremiah White, ex calciatore statunitense (Washington, n. 1982)
- John Anderson White, calciatore scozzese (Musselburgh, n. 1937 - Crews Hill, † 1964)
- Jordan White, calciatore scozzese (Bellshill, n. 1992)
- Len White, calciatore inglese (Skellow, n. 1930 - Huddersfield, † 1994)
- O'Brian White, ex calciatore giamaicano (Ocho Rios, n. 1985)
- Walter White, calciatore britannico (Hurlford, n. 1882 - Fulham, † 1950)
- William White, ex calciatore bermudiano (Hamilton, n. 1995)

## Calciatrici(3)
- Ellen White, ex calciatrice inglese (Aylesbury, n. 1989)
- Faye White, ex calciatrice inglese (Horley, n. 1978)
- Rosie White, calciatrice neozelandese (Auckland, n. 1993)

## Cantanti(11)
- Corey Kent, cantante statunitense (Bixby, n. 1994)
- Doogie White, cantante britannico (Motherwell, n. 1960)
- Georgia White, cantante statunitense (Sandersville, n. 1903 - † 1980)
- Glen White, cantante britannico (Saint Kitts e Nevis, n. 1946)
- Josh White, cantante, cantautore e chitarrista statunitense (Greenville, n. 1914 - Manhasset, † 1969)
- Karyn White, cantante, compositrice e designer statunitense (Los Angeles, n. 1965)
- Katie White, cantante e musicista britannica (Wigan, n. 1983)
- Keisha White, cantante britannica (Londra, n. 1988)
- Ray White, cantante e chitarrista statunitense
- Simone White, cantante statunitense (Hawaii, n. 1970)
- Vanessa White, cantante britannica (Yeovil, n. 1989)

## Cantautori(4)
- Barry White, cantautore, polistrumentista e arrangiatore statunitense (Galveston, n. 1944 - Los Angeles, † 2003)
- Maurice White, cantautore, musicista e produttore discografico statunitense (Memphis, n. 1941 - Los Angeles, † 2016)
- Snowy White, cantautore e chitarrista britannico (Barnstaple, n. 1948)
- Tony Joe White, cantautore e chitarrista statunitense (Oak Grove, n. 1943 - Nashville, † 2018)

## Cantautrici(4)
- Brooke White, cantautrice statunitense (Mesa, n. 1983)
- Ellie White, cantautrice rumena (Buzău, n. 1984)
- Lari White, cantautrice, produttrice discografica e attrice statunitense (Dunedin, n. 1965 - Nashville, † 2018)
- Santigold, cantautrice e produttrice discografica statunitense (Filadelfia, n. 1976)

## Cestiste(8)
- Tan White, cestista statunitense (Tupelo, n. 1982)
- DeTrina White, ex cestista statunitense (Lafayette, n. 1980)
- Erica White, ex cestista e allenatrice di pallacanestro statunitense (Jacksonville, n. 1986)
- Jo Helen White, cestista e allenatrice di pallacanestro statunitense (Quail, n. 1934 - † 2021)
- Maree White, ex cestista australiana (Darlinghurst, n. 1960)
- Nera White, cestista statunitense (Lafayette, n. 1935 - Gallatin, † 2016)
- Stephanie White, ex cestista e allenatrice di pallacanestro statunitense (West Lebanon, n. 1977)
- Tyra White, ex cestista statunitense (Kansas City, n. 1989)

## Cestisti(30)
- Chuckie White, ex cestista statunitense (Monrovia, n. 1968)
- Coby White, cestista statunitense (Goldsboro, n. 2000)
- Herb White, ex cestista statunitense (Valdosta, n. 1948)
- Jack White, cestista australiano (Traralgon, n. 1997)
- Jo Jo White, cestista e allenatore di pallacanestro statunitense (St. Louis, n. 1946 - Boston, † 2018)
- Matt White, cestista statunitense (New York, n. 1957 - Nether Providence, † 2013)
- Rudy White, ex cestista statunitense (Silver City, n. 1953)
- Tony White, ex cestista statunitense (Charlotte, n. 1965)
- Tony White, ex cestista statunitense (Charlotte, n. 1988)
- Aaron White, cestista statunitense (Strongsville, n. 1992)
- Barry White, ex cestista e allenatore di pallacanestro statunitense (Newark, n. 1947)
- Davin White, cestista statunitense (Phoenix, n. 1981)
- Derrick White, cestista statunitense (Parker, n. 1994)
- D.J. White, ex cestista statunitense (Tuscaloosa, n. 1986)
- Eric White, ex cestista statunitense (San Francisco, n. 1965)
- Hubie White, ex cestista statunitense (Filadelfia, n. 1940)
- Isaac White, cestista australiano (Adelaide, n. 1998)
- Jahidi White, ex cestista statunitense (St. Louis, n. 1976)
- Kevin White, cestista australiano (Manly, n. 1987)
- Leonard White, ex cestista statunitense (Century, n. 1971)
- Okaro White, cestista statunitense (Clearwater, n. 1992)
- Paul White, cestista statunitense (Chicago, n. 1995)
- Randy White, ex cestista statunitense (Shreveport, n. 1967)
- Rodney White, ex cestista statunitense (Filadelfia, n. 1980)
- Rory White, ex cestista e allenatore di pallacanestro statunitense (Tuskegee, n. 1959)
- Royce White, ex cestista statunitense (Minneapolis, n. 1991)
- Sherman White, cestista statunitense (Filadelfia, n. 1928 - Piscataway, † 2011)
- Terrico White, cestista statunitense (Memphis, n. 1990)
- Wendell White, ex cestista statunitense (Carson, n. 1984)
- Willie White, ex cestista statunitense (Memphis, n. 1962)

## Chirurghi(2)
- John White, chirurgo e botanico irlandese (n. 1756 - Worthing, † 1832)
- Robert J. White, chirurgo statunitense (Duluth, n. 1926 - Geneva, † 2010)

## Chitarristi(3)
- Clarence White, chitarrista statunitense (Lewiston, n. 1944 - Palmdale, † 1973)
- Jason White, chitarrista e bassista statunitense (Little Rock, n. 1973)
- Vince White, chitarrista inglese (Londra, n. 1960)

## Compositori(2)
- Philip White, compositore spagnolo (Madrid)
- Robert White, compositore inglese (Londra - † 1574)

## Compositori di scacchi(1)
- Alain Campbell White, compositore di scacchi, mecenate e botanico statunitense (Cannes, n. 1880 - Summerville, † 1951)

## Compositrici(1)
- Maude Valérie White, compositrice britannica (Dieppe, n. 1855 - Londra, † 1937)

## Contralti(1)
- Portia White, contralto canadese (Truro, n. 1911 - Toronto, † 1968)

## Coreografe(1)
- Onna White, coreografa e ballerina canadese (Inverness, n. 1922 - † 2005)

## Costumisti(1)
- Miles White, costumista statunitense (Oakland, n. 1914 - New York, † 2000)

## Cuochi(1)
- Marco Pierre White, cuoco e personaggio televisivo britannico (Leeds, n. 1961)

## Curatori editoriali(1)
- William Allen White, curatore editoriale, scrittore e politico statunitense (Emporia, n. 1868 - Emporia, † 1944)

## Danzatori(1)
- Franklin White, danzatore britannico (Shoreham, n. 1924 - Urbana, † 2013)

## Danzatori su ghiaccio(1)
- Charlie White, ex danzatore su ghiaccio statunitense (Royal Oak, n. 1987)

## Diplomatici(1)
- Andrew Dickson White, diplomatico e storico statunitense (Homer, n. 1832 - Ithaca, † 1918)

## Dirigenti sportivi(1)
- Matthew White, dirigente sportivo, ex ciclista su strada e pistard australiano (Sydney, n. 1974)

## Economisti(1)
- Harry Dexter White, economista statunitense (Boston, n. 1892 - Fitzwilliam, † 1948)

## Fotografi(2)
- Clarence H. White, fotografo e insegnante statunitense (West Carlisle, n. 1871 - Città del Messico, † 1925)
- Minor White, fotografo e docente statunitense (Minneapolis, n. 1908 - Boston, † 1976)

## Genealogisti(1)
- David White, genealogista inglese (n. 1961)

## Generali(1)
- Brudenell White, generale australiano (St Arnaud, n. 1876 - Canberra, † 1940)

## Ginnaste(1)
- Morgan White, ex ginnasta statunitense (West Bend, n. 1983)

## Giocatori di calcio a 5(1)
- John White, ex giocatore di calcio a 5 australiano (n. 1968)

## Giocatori di football americano(32)
- Reggie White, giocatore di football americano statunitense (Chattanooga, n. 1961 - Cornelius, † 2004)
- Charles White, giocatore di football americano statunitense (Los Angeles, n. 1958 - Newport Beach, † 2023)
- Chris White, ex giocatore di football americano statunitense (Mobile, n. 1989)
- Cody White, giocatore di football americano statunitense (Novi, n. 1998)
- Corey White, giocatore di football americano statunitense (Dunwoody, n. 1990)
- Devin White, giocatore di football americano statunitense (Springhill, n. 1998)
- Dwight White, giocatore di football americano statunitense (Hampton, n. 1949 - Pittsburgh, † 2008)
- Ed White, ex giocatore di football americano statunitense (La Mesa, n. 1947)
- James White, ex giocatore di football americano statunitense (Fort Lauderdale, n. 1992)
- Mike White, ex giocatore di football americano e allenatore di football americano statunitense (Augusta, n. 1957)
- Jim White, giocatore di football americano statunitense (Chicago, n. 1948 - Denver, † 1981)
- Jason White, ex giocatore di football americano statunitense (n. 1980)
- Johnny White, ex giocatore di football americano statunitense (Asheville, n. 1988)
- Jordan White, giocatore di football americano statunitense (Middleburg Heights, n. 1988)
- Keion White, giocatore di football americano statunitense (Raleigh, n. 1999)
- Kevin White, giocatore di football americano statunitense (Plainfield, n. 1993)
- Kyzir White, giocatore di football americano statunitense (Macungie, n. 1996)
- Lorenzo White, ex giocatore di football americano statunitense (Hollywood, n. 1966)
- Markus White, giocatore di football americano statunitense (West Palm Beach, n. 1987)
- Melvin White, giocatore di football americano statunitense (Freeport, n. 1990)
- Mike White, giocatore di football americano statunitense (Pembroke Pines, n. 1995)
- Oscar White, ex giocatore di football americano statunitense
- Pat White, ex giocatore di football americano statunitense (Daphne, n. 1986)
- Rachaad White, giocatore di football americano statunitense (Kansas City, n. 1999)
- Randy White, ex giocatore di football americano statunitense (Pittsburgh, n. 1953)
- Sammy White, ex giocatore di football americano statunitense (Winnsboro, n. 1954)
- Roddy White, ex giocatore di football americano statunitense (James Island, n. 1981)
- Sherman White, ex giocatore di football americano statunitense (Manchester, n. 1948)
- E.J. White, ex giocatore di football americano e allenatore di football americano statunitense (St. Cloud)
- Tre'Davious White, giocatore di football americano statunitense (Shreveport, n. 1995)
- Danny White, ex giocatore di football americano statunitense (Mesa, n. 1952)
- Zamir White, giocatore di football americano statunitense (Laurinburg, n. 1999)

## Giocatori di snooker(2)
- Jimmy White, giocatore di snooker inglese (Tooting, n. 1962)
- Michael White, giocatore di snooker gallese (Neath, n. 1991)

## Giornalisti(1)
- William Lindsay White, editorialista e scrittore statunitense (Emporia, n. 1900 - Emporia, † 1973)

## Hockeiste su prato(1)
- Nicola White, hockeista su prato britannica (n. 1988)

## Hockeisti su ghiaccio(1)
- Colin White, ex hockeista su ghiaccio canadese (New Glasgow, n. 1977)

## Imprenditrici(1)
- Lulu White, imprenditrice statunitense (Alabama - † 1931)

## Incisori(1)
- Robert White, incisore, pittore e disegnatore inglese (Londra, n. 1645 - Bloomsbury, † 1703)

## Infermiere(1)
- Margaret Matilda White, infermiera e fotografa neozelandese (Belfast, n. 1868 - Waihi, † 1910)

## Ingegneri(1)
- Rob White, ingegnere britannico (Camblesforth, n. 1965)

## Inventori(1)
- Thomas H. White, inventore e imprenditore statunitense (Phillipston, n. 1836 - Cleveland, † 1914)

## Lunghiste(1)
- Willye White, lunghista e velocista statunitense (Money, n. 1939 - Chicago, † 2007)

## Magistrati(1)
- Byron White, magistrato e giocatore di football americano statunitense (Fort Collins, n. 1917 - Denver, † 2002)

## Matematici(1)
- Richard White, matematico e fisico britannico (Essex, n. 1590 - † 1682)

## Militari(3)
- Alvin Swauger White, militare e aviatore statunitense (Berkeley, n. 1918 - Tucson, † 2006)
- George Stuart White, militare britannico (Portstewart, n. 1835 - Londra, † 1912)
- James White, militare e aviatore canadese (Isola Manitoulin, n. 1893 - Ontario, † 1972)

## Modelle(3)
- Blac Chyna, modella e imprenditrice statunitense (Washington, n. 1988)
- Jessica White, modella statunitense (Buffalo, n. 1984)
- Krista White, modella statunitense (Pine Bluff, n. 1984)

## Musicisti(3)
- Chris White, musicista britannico (Barnet, n. 1943)
- Paul White, musicista inglese (Londra)
- Peter White, musicista britannico (Luton, n. 1954)

## Naturalisti(1)
- Gilbert White, naturalista e ornitologo britannico (Selborne, n. 1720 - Selborne, † 1793)

## Nobildonne(1)
- Martha White, nobildonna inglese (n. 1739 - † 1810)

## Nuotatori(1)
- Graham White, ex nuotatore australiano (n. 1951)

## Nuotatrici(3)
- Amy White, ex nuotatrice statunitense (Redondo Beach, n. 1968)
- Rhyan White, nuotatrice statunitense (Sandy, n. 2000)
- Tarnee White, nuotatrice australiana (Redcliffe, n. 1981)

## Ostacolisti(2)
- Duncan White, ostacolista e velocista singalese (Lathpandura, n. 1918 - Warwickshire, † 1998)
- Miguel White, ostacolista filippino (Legazpi, n. 1909 - † 1942)

## Pallavoliste(3)
- Kendall White, pallavolista statunitense (n. 1997)
- M'kaela White, pallavolista statunitense (n. 1998)
- Micaya White, pallavolista statunitense (Frisco, n. 1996)

## Pallavolisti(1)
- Adam White, pallavolista australiano (Everton Park, n. 1989)

## Personaggi televisivi(1)
- Morgan McMichaels, personaggio televisivo scozzese (Alexandria, n. 1981)

## Piloti automobilistici(1)
- Rex White, pilota automobilistico statunitense (Taylorsville, n. 1929 - Taylorsville, † 2025)

## Pistard(2)
- Albert White, pistard britannico (Brigg, n. 1890 - Scunthorpe, † 1965)
- Emma White, ex pistard, ciclista su strada e ciclocrossista statunitense (Duanesburg, n. 1997)

## Politiche(1)
- Mary Jo White, politica e avvocato statunitense (Kansas City, n. 1947)

## Politici(4)
- Calvert White, politico e ex cestista americo-verginiano (Saint Thomas, n. 1975)
- Dan White, politico e criminale statunitense (Long Beach, n. 1946 - San Francisco, † 1985)
- Frank D. White, politico statunitense (Texarkana, n. 1933 - Little Rock, † 2003)
- Rick White, politico e avvocato statunitense (Bloomington, n. 1953)

## Poliziotti(1)
- Fred White, poliziotto statunitense (n. 1849 - † 1880)

## Presbiteri(3)
- Eustachio White, presbitero inglese (Louth, n. 1559 - Tyburn, † 1591)
- Henry Julian White, presbitero e biblista britannico (Londra, n. 1859 - † 1934)
- John White, presbitero, psichiatra e docente inglese (Liverpool, n. 1924 - Vancouver, † 2002)

## Produttori cinematografici(1)
- Jack White, produttore cinematografico, regista e sceneggiatore statunitense (Budapest, n. 1897 - Hollywood, † 1984)

## Produttori teatrali(1)
- George White, produttore teatrale statunitense (New York, n. 1892 - Hollywood, † 1968)

## Progettisti(1)
- William White, progettista britannico (Plymouth, n. 1845 - Londra, † 1913)

## Rapper(1)
- Bankroll Fresh, rapper statunitense (Atlanta, n. 1987 - Atlanta, † 2016)

## Registe(1)
- Susanna White, regista britannica (n. 1960)

## Registi(2)
- Jules White, regista e produttore cinematografico statunitense (Budapest, n. 1900 - Van Nuys, † 1985)
- Sylvain White, regista francese (Parigi, n. 1971)

## Religiose(1)
- Ellen Gould White, religiosa e predicatrice statunitense (Gorham, n. 1827 - St. Helena, † 1915)

## Rugbisti a 15(7)
- Nathan White, ex rugbista a 15 e allenatore di rugby a 15 neozelandese (Hawera, n. 1981)
- Ben White, rugbista a 15 britannico (Stoke-on-Trent, n. 1998)
- Don White, rugbista a 15, imprenditore e allenatore di rugby a 15 britannico (Earls Barton, n. 1926 - † 2007)
- Jason White, ex rugbista a 15 britannico (Edimburgo, n. 1978)
- Julian White, rugbista a 15 britannico (Plymouth, n. 1973)
- Nic White, rugbista a 15 australiano (Scone, n. 1990)
- Richard White, rugbista a 15, politico e dirigente sportivo neozelandese (Gisborne, n. 1925 - † 2012)

## Sassofonisti(1)
- Chris White, sassofonista e flautista britannico (Bristol, n. 1955)

## Schermitrici(1)
- Ruth White, ex schermitrice statunitense (Baltimora, n. 1951)

## Sciatori alpini(1)
- Trevor White, ex sciatore alpino canadese (Calgary, n. 1984)

## Scrittori(8)
- Edmund White, scrittore, critico letterario e saggista statunitense (Cincinnati, n. 1940 - New York, † 2025)
- Elwyn Brooks White, scrittore statunitense (Mount Vernon, n. 1899 - Brooklin, † 1985)
- Frederick Merrick White, scrittore inglese (n. 1859 - † 1935)
- Lionel White, scrittore e giornalista statunitense (New York, n. 1905 - Asheville, † 1985)
- Michael White, scrittore britannico (Southend-on-Sea, n. 1959 - Perth, † 2018)
- Patrick White, scrittore, drammaturgo e saggista australiano (Londra, n. 1912 - Sydney, † 1990)
- T. H. White, scrittore britannico (Bombay, n. 1906 - Atene, † 1964)
- William Hale White, scrittore britannico (Bedford, n. 1831 - Groombridge, † 1913)

## Scrittori di fantascienza(2)
- James White, autore di fantascienza irlandese (Belfast, n. 1928 - Portstewart, † 1999)
- Ted White, scrittore di fantascienza, editore e critico musicale statunitense (Washington, n. 1938)

## Scrittrici(1)
- Ethel Lina White, scrittrice gallese (Abergavenny, n. 1876 - Londra, † 1944)

## Storici(1)
- Hayden White, storico e filosofo statunitense (Martin, n. 1928 - Santa Cruz, † 2018)

## Tenniste(2)
- Anne White, ex tennista statunitense (n. 1961)
- Robin White, ex tennista statunitense (San Diego, n. 1963)

## Tuffatori(1)
- Albert White, tuffatore statunitense (Oakland, n. 1895 - Richmond, † 1982)

## Velisti(1)
- Reg White, velista britannico (n. 1935 - † 2010)

## Velociste(1)
- Marilyn White, ex velocista statunitense (Los Angeles, n. 1944)

## Vescovi cattolici(1)
- Charles Daniel White, vescovo cattolico statunitense (Grand Rapids, n. 1879 - Spokane, † 1955)

## Wrestler(5)
- Tony Atlas, wrestler e ex culturista statunitense (Roanoke, n. 1954)
- Jake Carter, wrestler e ex giocatore di football americano statunitense (Boulder, n. 1986)
- Moondog King, wrestler canadese (St. John's, n. 1949 - St. John's, † 2005)
- Austin Theory, wrestler statunitense (McDonough, n. 1997)
- Jay White, wrestler neozelandese (Auckland, n. 1992)

## Senza attività specificata(4)
- Jake White, allenatore di rugby a 15 sudafricano (Johannesburg, n. 1963)
- Kye Whyte, ciclista di BMX britannico (Peckham, n. 1999)
- Shaun White, ex snowboarder e skater statunitense (San Diego, n. 1986)
- Tim White, statunitense (Cumberland, n. 1954 - Orlando, † 2022)